# 프랜초 톤
프랜초 톤(영어: Franchot Tone, 1905년 2월 27일 ~ 1968년 9월 18일)은 미국의 배우, 영화 감독이다.
나이아가라폴스에서 태어났으며 뉴욕에서 사망하였다. 사인은 폐암이다.

## 출연 작품

### 영화
- 인 함스 웨이 (1965년)
- 미키 원 (1965년)
- 애드바이즈 앤 컨센트 (1962년) - 더 프레지던트 역
- 워싱턴 정가 (1962년)
- 더 듀퐁트 쇼 오브 더 위크 (1961년)
- 엉클 반야 (1958년)
- 클라이막스! (1954년)
- 히어 컴스 더 그룸 (1951년)
- 서스펜스 (1949년)
- 스튜디오 원 (1948년)
- 로스트 허니문 (1947년)
- 허니문 (1947년)
- 비코즈 오브 힘 (1946년)
- 히스 버틀러스 시스터 (1943년)
- 5개의 무덤 (1943년)
- 스타 스팽글드 리듬 (1942년)
- 나이스 걸 (1941년)
- 세 전우 (1938년)
- 화려한 말괄량이 (1936년)
- 창공을 달리는 사랑 (1936년)
- 원 뉴욕 나이트 (1935년)
- 렉클리스 (1935년)
- 리브 오브 어 벵골 랜서 (1935년)
- 댄저러스 (1935년)
- 바운티호의 반란 (1935년) - 로저 바이암 역
- 걸 프롬 미주리 (1934년)
- 새디 맥키 (1934년)
- 물랑 루즈 (1934년)
- 가브리엘 오버 더 화이트 하우스 (1933년)
- 밤쉘 (1933년)
- 투데이 위 리브 (1933년)
- 댄싱 레이디 (1933년)

### 텔레비전
- 벤 케이시